# Ardisia tonii
Ardisia tonii är en viveväxtart som beskrevs av C.L. Lundell. Ardisia tonii ingår i släktet Ardisia och familjen viveväxter. Inga underarter finns listade i Catalogue of Life.